# Spodoptera feminalis
Spodoptera feminalis är en fjärilsart som beskrevs av Embrik Strand 1916. Spodoptera feminalis ingår i släktet Spodoptera och familjen nattflyn. Inga underarter finns listade i Catalogue of Life.